# Fritz Koch (Politiker, 1896)
Fritz Koch (* 1. März 1896 in Würzburg; † 16. Januar 1967 in Miesbach) war ein deutscher Jurist und Politiker (SPD).

## Leben und Beruf
Nach dem Abitur nahm Koch ab 1914 als Soldat am Ersten Weltkrieg teil. Anschließend studierte er Rechtswissenschaften an der Julius-Maximilians-Universität Würzburg, promovierte zum Dr. jur. und war von 1924 bis 1945 als Rechtsanwalt in Würzburg und Aschaffenburg tätig. Nach dem Ende des Zweiten Weltkrieges wurde Koch 1946 Präsident am Landgericht Aschaffenburg und war seit 1947 außerdem Richter am Bayerischen Verfassungsgerichtshof.

## Abgeordneter
Koch war Ratsmitglied der Stadt Aschaffenburg.

## Öffentliche Ämter
Koch wurde am 18. Dezember 1950 als Staatssekretär im Staatsministerium der Justiz in die von Ministerpräsident Hans Ehard geführte Regierung des Freistaates Bayern berufen. Am 14. Dezember 1954 ernannte ihn der neue Ministerpräsident Wilhelm Hoegner zum Staatsminister der Justiz. Nach der Bildung einer Koalition aus CSU, FDP und GB/BHE schied er am 16. Oktober 1957 aus der Regierung aus und wurde als Justizminister von Willi Ankermüller abgelöst.

## Auszeichnungen
- 1956: Großes Verdienstkreuz mit Stern der Bundesrepublik Deutschland
- 1959: Bayerischer Verdienstorden